# Leon Trótski
Leon Trótski (nascido Liev Davidovich Bronstein; Ianovka, 7 de novembro de 1879 – Coyoacán, 21 de agosto de 1940) foi um escritor, intelectual marxista e revolucionário bolchevique, organizador do Exército Vermelho e, após a morte de Lenin, rival de Stalin na disputa pela hegemonia do Partido Comunista da União Soviética (PCUS). Tornou-se figura central da vitória bolchevique na Guerra Civil Russa (1918–1922).
Nos primeiros tempos da União Soviética, Trótski desempenhou um importante papel político, primeiro como Comissário do Povo (Ministro) para os Negócios Estrangeiros; posteriormente, como organizador e comandante do Exército Vermelho e fundador e membro do Politburo do PCUS, fundado em 1917 para gerenciar a Revolução Bolchevique.
Afastado do controle do partido por Stalin, Trótski foi expulso deste e exilado da União Soviética, refugiando-se no México, onde veio a ser assassinado por Ramón Mercader, agente da polícia de Stalin, que teve ajuda da espiã soviética infiltrada, África de las Heras. As suas ideias políticas, expostas numa obra escrita de grande extensão, deram origem ao trotskismo, corrente ainda hoje importante no marxismo.

## Primeiros anos
Trótski nasceu numa "khata (ucr. хата.)", pequena casa de teto de palha (...) numa família de colonos judeus", na pequena localidade de Ianovka, no distrito (Óblast) de Kherson, na atual Ucrânia. É o quinto filho de Anna Lvovna (1850–1910) e David Leontyevish Bronstein  (1847–1922), um humilde lavrador de origem judaica. O pai, David Bronstein, havia aproveitado os esquemas de colonização tsaristas na Crimeia para abandonar a área tradicional de residência autorizada aos judeus (o pale ou "paliçada de assentamento") e converter-se num próspero, ainda que iletrado, fazendeiro.
Embora a  família fosse de origem judaica, não era religiosa; em casa, falava-se russo ou ucraniano, não iídiche. Aos 9 anos, Liev Davidovich foi para Odessa, a fim de prosseguir seus estudos numa escola tradicional alemã que, ao longo dos anos em que ele ali permaneceu, passaria por um processo de russificação, seguindo a política czarista da época. Um bom aluno, já no 2º ano revelaria seu temperamento combativo ao organizar um protesto contra um professor impopular. Entretanto não mostraria grande interesse pela política ou pelo socialismo até 1896, quando se mudou para Nikolaev, onde cumpriu seu último ano de estudos secundários. Posteriormente cursou Matemática por um breve período, na Universidade Nacional de Odessa.
Embora tivesse um bom conhecimento de idiomas estrangeiros (francês, inglês e alemão), ele admite, em sua autobiografia My Life, que nunca foi perfeitamente fluente em qualquer outro idioma além do russo. Raymond Molinier escreveu que Trótski falava francês fluentemente.
Sua irmã, Olga, viria a casar-se com Lev Kamenev, um dos principais líderes bolcheviques e membro do triunvirato liderado por Stálin, que afastaria Trótski do poder, sendo que o próprio Kamenev também seria afastado posteriormente.

## Os dias da revolução: de Outubro a Brest-Litovski
No discurso da revolução, Trótski manifesta sua descrença na unificação de todas as facções social-democratas, abandona sua trajetória anterior de menchevique e junta-se ao partido bolchevique de Lenin Destacando-se pelo seu talento como organizador e agitador, é eleito presidente do soviete de Petrogrado, participa ativamente da luta para derrubar o Governo Provisório (1917), de Alexander Kerenski, e lidera o Comité Militar Revolucionário que planeja e concretiza o assalto ao Palácio de Inverno, consumando a Revolução de Outubro.
Após a conquista do poder pelos bolcheviques, Trótski torna-se Comissário do Povo para os Negócios Estrangeiros, com a missão de negociar o armistício militar com a Alemanha e seus aliados. A posição de Trótski nas negociações do armistício foi oposta à de Lenin — que achava que um tratado deveria ser assinado com a Alemanha, em quaisquer condições — mas também oposta à dos comunistas de esquerda, que propunham a guerra revolucionária. Para ele, a posição a tomar seria de "nem paz, nem guerra", ou seja, o governo soviético deveria retirar-se das conversações e esperar pela agitação revolucionária do exército alemão. Trótski acaba por retirar-se de fato das conversações a 10 de fevereiro de 1918. A Alemanha responde com um novo ataque, o que obrigou o governo soviético a assinar, por fim, a 3 de março, o desvantajoso Tratado de Brest-Litovski.
Trótski abandona subsequentemente o cargo, mas ainda no mesmo mês é nomeado Comissário do Povo para os Assuntos Militares (cargo em que permanecerá até 1925) e, em setembro, líder do Comité Militar Revolucionário do regime soviético. É nesse contexto que ele lidera a criação e organização do Exército Vermelho, o qual acaba por vencer a longa e violenta Guerra Civil Russa (1918–1920) contra o Exército Branco, garantindo a sobrevivência do regime.

## Comissário da Guerra

### 1918: Formulação da política militar e primeiros sucessos

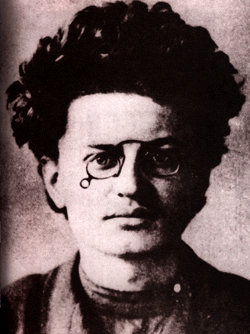
Leon Trótski

Contrariamente ao que desejava a Velha Guarda Bolchevique, Trótski reorganizou o Exército Vermelho em torno do recrutamento compulsório de camponeses, enquadrados por oficiais do antigo Exército Imperial Russo, os quais eram vigiados quanto às suas simpatias políticas, por propagandistas e militantes bolcheviques ("comissários políticos") encarregados de validar as ordens militares dadas por estes oficiais e de garantir sua confiabilidade ("comando dual"). O Exército Vermelho foi assim constituído como uma organização hierarquizada e burocrática, que, como era norma em todos os exército desse tempo, apoiava-se no uso de uma disciplina estrita que previa a pena de morte para atos de covardia e deserção, sendo aplicável tanto aos ex-oficiais do exército imperial quanto aos comunistas. Como o próprio Trótski declarou:
| “ | Aviso que se qualquer unidade [militar] recuar sem ordens para tal, o primeiro a ser fuzilado será o comissário [político] da unidade, e depois o comandante[...] É o que prometo solenemente diante de todo o Exército Vermelho | ” |

Tal atitude levou a constantes protestos por parte de militantes bolcheviques, que prefeririam um Exército Vermelho organizado como uma milícia popular dirigida exclusivamente por comunistas e dotada de oficiais eleitos. Para Trótski - que nada tinha de militar profissional -, no entanto, as necessidades de uma guerra moderna requeriam conhecimentos técnicos especializados que apenas poderiam ser encontrados num corpo de militares de carreira; daí a necessidade absoluta do recurso a "especialistas burgueses". Leve-se em conta que, mediante o emprego de uma disciplina tida por muitos como "brutal", Trótski procurou impor o princípio meritocrático no Exército Vermelho, não hesitando em promover oficiais tzaristas competentes a postos de responsabilidade, nem tampouco em validar punições, incluindo fuzilamentos, de militantes comunistas culpados de atos de covardia.
Não obstante deixasse as decisões militares a cargo dos oficiais profissionais, a qualidade da liderança de Trotsky beneficiou-se grandemente de sua experiência percorrendo o front, durante boa parte da Guerra Civil, a bordo do seu lendário trem blindado - dotado de uma tipografia portátil, uma banda e outras instalações -, a partir do qual podia monitorar as atividades militares, fazer propaganda, resolver diferendos burocráticos ou logísticos e eventualmente   lançar mão dos seus talentos oratórios para elevar o moral da tropa.
Na situação militar desesperada do verão de 1918, com os bolcheviques reduzidos apenas à posse da parte da Rússia Europeia em torno de Moscou e Petrogrado (São Petersburgo), com os alemães e austríacos ocupando a fronteira ocidental, os ingleses e franceses no Ártico russo e as várias formações antibolcheviques na Sibéria, Trótski recebeu carta branca do partido para aplicar seus métodos. O primeiro grande sucesso militar do Comissário da Guerra seria a defesa da linha de frente dos Urais, contra as tropas da Legião Checoslovaca - uma tropa de soldados checos emigrados mobilizados para a luta contra os austríacos, ao lado do exército tzarista, instigados pela Entente Cordiale (franco-britânica) e pela oposição russa a lutarem contra os bolcheviques. A defesa organizada por Trótski culminou na tomada de Kazan pelo Exército Vermelho, em 10 de setembro de 1918.
Após essa vitória, como prova da confiança do partido na política militar de Trótski, o Conselho Militar Supremo foi (temporariamente) extinto, em favor do estabelecimento de um Comandante em Chefe do Exército Vermelho, o qual viria a ser Ioakim Vatsetis (ou Jukums Vacietis), o comandante do Regimento Vermelho de Fuzileiros Letões (a Letônia tendo sido uma das regiões de fronteira do Império Russo onde o bolchevismo tinha encontrado mais seguidores) e homem de confiança do Comissário da Guerra. À medida que a situação militar da Rússia Soviética se tornava menos crítica, no entanto, a oposição ao Comissário da Guerra, paradoxalmente, recrudescia. Logo após a vitória na frente dos Urais, Vatsetis propôs seguir uma estratégia puramente defensiva, no front siberiano - onde a Legião Checoslovaca havia sido substituída pelas tropas do almirante branco Aleksandr Kolchak - de forma a poupar tropas para operações no front ucraniano, onde as tropas brancas do general Anton Ivanovich Denikin estavam na ofensiva. Esta proposta foi rejeitada pelo Comitê Central bolchevique, e, como o avanço no front oriental acabou por provar-se bem-sucedido - contra as expectativas de Trótski e Vatsetis - este acabou por ser demitido da posição de Comandante em Chefe, que foi dada ao general Sergey Kamenev (nenhum parentesco com o cunhado de Trótski).
Por trás de todas estas querelas, estava a defesa de Trótski do Exército Vermelho como organização não partidária, que fez com que ele tivesse, desde muito cedo, de defrontar-se com uma cabala no interior do partido, dirigida por Stalin - que, entre Maio e Outubro de 1918, estava encarregado de organizar serviços de intendência na frente de Tsartsin - a futura Stalingrado - e havia tornado-se o governante informal da região do Baixo Volga, onde instalara um reinado de terror dirigido contra as antigas classes dirigentes e especialmente contra os antigos oficiais do exército imperial, fuzilados sob qualquer pretexto. Stalin e seu futuro Ministro da Defesa, Kliment Voroshilov, levaram sua oposição a Trótski ao ponto de recusarem subordinar-se ao ex-general tzarista Andrei Snesarev, nomeado por Trótski para dirigir as operações militares na região. Ao criticar a política de Trótski como hostil aos "velhos bolcheviques", Stalin conseguiu uma primeira base de apoio na burocracia do partido que lhe seria muito útil na luta posterior pelo poder.
Em outubro de 1918, quando a ameaça dos exércitos brancos na frente dos Urais tinha desaparecido, no entanto, Trótski voltou sua atenção para a Frente Sul e acabou por impor-se a Stalin, recebendo o apoio de Lenin, que, no entanto, ciente da necessidade de não diminuir Stalin diante de seus camaradas de partido, organizou sua remoção honrosa para Moscou e encarregou o então Secretário Geral do Partido, Sverdlov, de organizar um encontro de reconciliação entre os dois antagonistas, o qual, no entanto, falhou: Trótski respondeu a Stalin, quando este pediu-lhe para que não perseguisse seus "rapazes", que a revolução não tinha tempo para esperar que os "rapazes" crescessem…

### 1919: Crise e restauração de prestígio
Continuamente importunado pela oposição da velha guarda bolchevique, comandada por Stalin, às suas políticas, Trótski chegou, em julho de 1919, a oferecer sua renúncia ao cargo de Comissário da Guerra ao órgão do Comitê Central do Partido responsável pelas nomeações para cargos administrativos, o Orgburo, de forma a obrigar a cúpula do partido a expressar abertamente seu desacordo consigo ou apoiá-lo. Que a segunda opção tenha sido a escolhida deveu-se antes de tudo a Lenin, que, muito embora encontrasse dificuldades em conciliar os atritos criados por Trótski, pelo seu comportamento arrogante, com o restante dos líderes do partido, continuou em última instância a apoiar sua política militar, chegando mesmo a, num dado momento em 1919, entregar-lhe um papel timbrado com sua assinatura que Trótski poderia utilizar para validar qualquer ordem sua.
No entanto, Trótski continuaria tendo suas políticas fortemente contestadas pelo partido durante todo o início de 1919, especialmente em razão da estratégia tímida que havia proposto para a frente siberiana (onde as tropas vermelhas continuavam a ter sucessos contra o Almirante Kolchak), assim como pela sua incapacidade de resolver a situação militar na frente ucraniana, onde as tropas brancas do general Anton Denikin tinham sua base. No entanto, uma mudança de situação acabaria por restabelecer o seu prestígio.
Stalin e Sergei Kamenev propunham que a estratégia para lidar com a situação na Ucrânia deveria incluir um assalto à retaguarda de Denikin, na região caucasiana do Kuban, onde havia uma concentração de aldeias de cossacos aliados dos Brancos. Trótski, por sua vez, alegava que tal estratégia nada mais faria do que soldar a aliança entre as forças cossacas e os brancos, e que a situação deveria ser resolvida por um ataque na direção do Leste da Ucrânia, onde a concentração de indústrias atrairia o apoio dos operários ao Exército Vermelho; os cossacos - que lutavam em defesa de suas terras - deixados à própria sorte, acabariam por ficar neutros. E, efetivamente, a execução do plano de Stalin apenas reforçou o Exército Branco, que, em setembro de 1919, tomou Orel e avançou para o Norte, na direção de Moscou e do centro de produção de munições de Tula, ameaçando a própria existência do regime soviético. Ao final, o plano de Trótski que acabaria por ser adotado: em outubro de 1919, dois ataques de flanco lançados contra o Exército Branco o separaram da cavalaria cossaca, forçando Denikin a recuar para a Ucrânia, de onde o Exército Branco, completamente desmoralizado e já sem os subsídios do governo britânico, recuaria para a Crimeia.
No entanto, os responsáveis pela defesa da Frente Sul jamais admitiram abertamente o seu débito para com Trótski, o qual, inclusive, antes da ofensiva final, enviou ao Comitê Central do Partido uma carta defendendo sua estratégia e eximido-se da responsabilidade pelos erros anteriores do comando do Exército Vermelho na Ucrânia - uma reação que Lenin classificaria, numa anotação à margem da carta de Trótski, como produto de "nervosismo". O que afinal reabilitou a reputação de Trótski foi a sua eficiente defesa de Petrogrado contra as tropas do general branco Yudenich, que atacaria a antiga capital também em outubro de 1919, tentando solapar o moral do Exército Vermelho mediante a tomada do berço da revolução. Opondo-se às objeções de Lenin - que a princípio pensara em abandonar Petrogrado para concentrar-se na defesa da Frente Sul - Trótski comandou a defesa pessoalmente, chegando a cavalgar sozinho em direção às linhas inimigas, para animar tropas em fuga. Essa vitória decisiva elevaria o Comissário da Guerra ao auge do seu prestígio - o qual, no entanto, seria imediatamente seguido pelo seu declínio.
Após a derrota de Denikin e Yudenich, o Exército Branco estava reduzido a um remanescente entrincheirado na Crimeia, sob o comando do barão Pyotr Nikolayevich Wrangel, remanescente este que poderia ser liquidado facilmente pelo Exército Vermelho, quando o ditador nacionalista da Polônia, Józef Piłsudski, resolveu aproveitar-se do vácuo de poder na Ucrânia - onde a autoridade dos bolcheviques encontrava dificuldade para afirmar-se diante da atividade dos nacionalistas ucranianos e dos bandos anarquistas comandados por Nestor Makhno - para tentar restaurar o antigo império polonês nesta região, avançando para o leste com seu exército e tomando Kiev em 7 de maio de 1920. A reação nacionalista que este ataque provocou na Rússia determinou que o contra-ataque do Exército Vermelho fosse extremamente bem-sucedido, limpando a Ucrânia e a Bielorrússia ocidentais de tropas polonesas. Para Trótski, a contraofensiva deveria limitar-se a esta restauração do poder soviético nas repúblicas não-russas da fronteira ocidental, mas Lenin viu na situação a oportunidade de instalar, na Polônia, um regime socialista  que servisse de elo de ligação entre a Rússia soviética e a Alemanha, onde as forças de esquerda poderiam recuperar-se da repressão do levante spartakista de 1919, e ordenou uma ofensiva na direção de Varsóvia, onde esperava um levantamento operário na retaguarda de Pilsudiski. Trótski, no entanto, considerava que os poloneses, recém-independentes, tenderiam a colocar a garantia de sua independência acima da transformação socialista, e a derrota do Exército Vermelho nos arredores de Varsóvia em agosto de 1920, se privou a Rússia soviética de uma fronteira comum com a Alemanha - para grande prejuízo do movimento comunista internacional - ao mesmo tempo aumentou o prestígio de Trótski, que havia considerado as expectativas de Lenin e dos bolcheviques como irreais e advertido contra o otimismo excessivo. A instâncias de Trótski, foi firmado um tratado de paz com a Polônia, o qual permitiu que o Exército Vermelho liquidasse o bastião Branco na Crimeia em Novembro de 1920, encerrando a Guerra Civil.

### O Pós-Guerra Civil
A autossuficiência de Trótski, mesmo após a vitória dos Vermelhos na Guerra Civil, acabou por determinar que seu prestígio público sofresse abalos importantes: o primeiro, quando da repressão brutal das revoltas de Kronstadt e de Tambov, em que teve papel importante na adoção de uma política de repressão e de rejeição de qualquer compromisso com os rebeldes. Segundo, quando, após haver proposto um abandono do comunismo de guerra e um retorno parcial ao livre mercado, pela adoção do que viria a consistir na futura NEP, no início de 1920, foi desautorizado por Lenin, propondo então, como uma alternativa, que "os métodos de guerra fossem aplicados sistematicamente", mediante um combate decidido ao desemprego decorrente da desmobilização e visando a rápida recuperação econômica da Rússia Soviética pela abolição total da independência, mesmo nominal, dos sindicatos e pela generalização do trabalho forçado através da formação de "exércitos do trabalho" que mobilizariam forçosamente trabalhadores ociosos. Somando-se à desconfiança dos veteranos bolcheviques por sua adesão tardia ao partido, estas posições lhe darão uma fama de bonapartista e ditador militar potencial, e em muito enfraquecerão sua posição diante de Stalin; Lenin, no seu Testamento Político, falará de Trótski como "o homem mais capaz do presente Comitê Central", mas deplorará suas tendências autoritárias (nas palavras de Lenin, "sua tendência a abordar as questões apenas pelo lado administrativo").

## Derrota diante de Stalin
Desde 1920, Lenin receia crescentemente a burocratização do partido e do estado e criticava Trótski pela sua falta de "opinião firme sobre o marxismo" e o condenava na tentativa de querer conciliar as diferentes classes sociais esquerdistas. A sua morte, em 1924, gera um vazio de poder que acirra a disputa interna entre o setor burocratizado e o setor em defesa de uma maior sovietização do regime. O primeiro, simbolizado por Stálin, acaba por vencer, assumindo a direção quase total do partido. Nesse momento, Trótski não quis ou não pôde opor-se ativamente a Stalin, mantendo-se discreto no 12º congresso do partido em 1923, onde acaba por perder o poder para um triunvirato, também chamado de Troika, constituído por Stalin, Lev Kamenev e Grigori Zinoviev. Trótski e seus apoiantes organizam-se na Oposição de Esquerda, facção que nos anos seguintes luta no interior do partido contra Stalin.
Havia, no entanto, uma assimetria fundamental nesta luta faccionária: a oposição de esquerda, por mais bem implantada que estivesse no interior da militância comum do partido, não tinha qualquer poder no interior das instâncias decisórias de um Partido Bolchevique já totalmente burocratizado. Trótski, pela sua entrada tardia no partido e por não ter assumido responsabilidade por nomeações burocráticas como Stalin, não possuía capacidade de alavancar suas posições pelo exercício do clientelismo. Mas ainda, desde o seu décimo congresso, em 1920, o Partido Bolchevique havia adotado - com o apoio de Trótski, diga-se de passagem - um novo regimento administrativo que proibia a existência de facções permanentemente organizadas no partido, o que tornava possível a qualquer contestação à liderança do Partido ser caracterizada como "faccionária". Resumindo, o prestígio pessoal de Trótski era inteiramente desproporcional aos recursos políticos concretos que ele poderia mobilizar no interior de um partido a cuja vida interna ele era estranho. Daí, em grande parte, a inação de Trótski diante da ascensão de Stalin; na ausência de Lenin - que até então havia sempre abonado suas políticas em momentos decisivos - Trótski escolheu não desafiar o conclave bolchevique, sabendo que suas chances de vitória eram reduzidas.
Durante a preparação pelo Comintern de um levante revolucionário na Alemanha em finais de 1923- com Lenin ainda vivo mas incapacitado - Trótski já havia solicitado ao partido permissão para atender um convite feito pelo líder comunista alemão Heinrich Brandler e dirigir o levante projetado in loco como combatente revolucionário internacional - um projeto que de certa forma antecipava a aventura boliviana de Che Guevara. A permissão foi, no entanto, negada, pois Stalin temia que, se Trótski caísse prisioneiro ou morto, o embaraço que tal provocaria ao governo soviético, e temia mais ainda a possibilidade de que ele retornasse da Alemanha vitorioso, caso em que o aumento de seu poder e influência seria irresistível. O levante alemão, mal preparado e executado, foi um fracasso, e fortaleceu a tendência stalinista de abandonar a revolução socialista internacional pelo "socialismo num só país".
No decorrer das lutas confusas que se seguiriam, Trótski buscou uma consolação - assim como um aumento da sua influência - pela concentração no trabalho teórico e intelectual. Trótski já havia, durante a Revolução de 1905, formulado a Teoria da Revolução Permanente- a proposição de que a revolução liberal-burguesa, nas condições de um país capitalista atrasado como a Rússia não se deteria na constituição de uma república democrática, mas avançaria para a revolução socialista, num processo sem solução de continuidade - contrariamente ao entendimento evolucionista do marxismo predominante à época, segundo o qual a revolução socialista seria um produto do esgotamento prévio das possibilidades de desenvolvimento capitalista nacional. Além disso, segundo essa teoria, o único agente social capaz de levar uma revolução russa até o fim seria o proletariado, aliado as massas camponesas. Após a Revolução de 1917, passou a defender também que a revolução socialista era um processo mundial e que a Revolução Russa necessitaria continuar a desenrolar-se numa arena mundial, no âmbito de uma perspectiva internacionalista que contrastava claramente com a política estalinista do "socialismo num só país". Defendeu a rápida industrialização da economia e o abandono da NEP (Nova Política Econômica) de Lenin, quando Stalin e o teórico Bukharin defendiam a industrialização gradual e a manutenção daquela política.
A dissidência no interior do partido vem a público quando Trótski publica, em 1924, um prefácio à edição dos seus escritos de 1917, As Lições de Outubro, criticando a falta de estratégia revolucionária de Stalin e da Direção do Comintern na direção do levante alemão de 1923, e compara suas atitudes com a indecisão demonstrada por Kamenev e Zinoviev às vésperas da Revolução de Outubro. Estas discordâncias abertas afastam politicamente Trótski de Stalin, culminando na sua expulsão do partido a 12 de novembro de 1927, o exílio em Alma Ata (hoje Altana), na então República Socialista Soviética do Cazaquistão, a 31 de janeiro de 1928, e finalmente a expulsão da União Soviética em 1929. Ainda em julho desse ano, começa a publicar um boletim mensal da oposição, que continuaria a ser publicado e contrabandeado para o território soviético durante todo o seu exílio .
Ironicamente, afastado Trótski, Stalin vira-se contra Bukharin e acaba por apropriar-se de muitos dos preceitos da política econômica enunciados por Trótski, implementando-a, todavia, de uma forma criticada por uma grande maioria, como exageradamente violenta e autoritária. Tal "virada à Esquerda" de Stalin, no entanto, fez muito para privar a Oposição de Esquerda de grande parte dos seus partidários na URSS, que acabam por aderir a Stalin, que consideram estar realizando na prática o programa da oposição, nomeadamente o economista Ievguêni Preobrajenski e o antigo chefe de governo da Ucrânia soviética e amigo pessoal de Trótski desde a época de sua estadia nos Bálcãs, o socialista romeno de etnia búlgara Christian Rakovski - que, juntamente com a imensa maioria dos antigos trotskistas, haveriam de perecer nas Grandes Purgas dos anos 1930.

## Exílio e morte

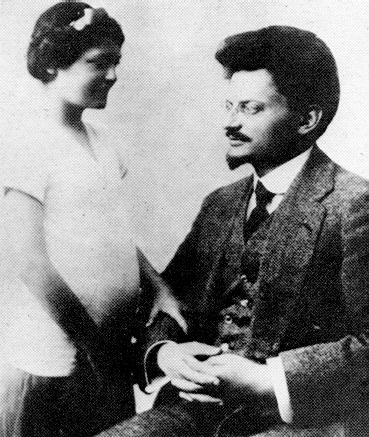
Trótski e a sua filha Nina (França)

Após a deportação, Trótski passou pela Turquia, França (julho de 1933 a junho de 1935) e Noruega (junho de 1935 a setembro de 1936), fixando-se finalmente no México, a convite do pintor Diego Rivera, vivendo temporariamente em casa deste e mais tarde em casa da esposa de Rivera, a pintora Frida Kahlo. A medida que aumenta a repressão stalinista, multiplicam-se os lutos familiares. Além da morte dos seus quatro filhos, os genros, noras, netos, e outros parentes próximos de Trótski são igualmente vítimas da repressão por sua ligação com um "inimigo do povo" e desaparecem nos sucessivos expurgos da década de 1930, com exceção do único filho que Zina pôde levar consigo ao exterior, e que acabou por reunir-se ao avô no México, após complicadas negociações com a mulher francesa de Leon Sedov - que havia se responsabilizado pelo sobrinho até a sua própria morte num hospital parisiense.
No final de 1932 Trótski entrou em um bloco de oposição a Stalin dentro da URSS. Não havia evidências em suas cartas de uma aliança com a Alemanha nazista ou o Japão, como alegou a União Soviética. Os membros do bloco eram seguidores de Zinoviev, direitistas e trotskistas que "capitularam" a Stalin. Kamenev e Zinoviev também eram membros do bloco. Trótski não queria que a aliança se tornasse uma fusão, e ele temia que a direita ganhasse muito poder dentro do bloco. Historiadores como Pierre Broué concluíram que o bloco provavelmente se dissolveu no início de 1933, já que alguns de seus membros, como Zinoviev e Kamenev, se juntaram a Stalin novamente, e porque não havia cartas no arquivo de Trotsky em Harvard mencionando o bloco depois de 1932.
No seu crescente isolamento pessoal e político, Trótski, a partir desta altura, aumenta consideravelmente a sua produção escrita, escrevendo importantes obras como sua autobiografia, Minha Vida (1930), a História da Revolução Russa (em 2 vols., 1930 e 1932), A Revolução Permanente (1930) e A Revolução Traída (1936), uma crítica violenta ao Stalinismo. Apoiando-se sobre um panfleto de Rakovski, Os Perigos profissionais do poder, Trótski considerava em A Revolução Traída que a União Soviética se tornara num Estado de trabalhadores degenerado, controlado por uma burocracia não-democrática - derivada, no entanto, da própria classe operária (em um processo descrito como Degenerescência Burocrática) e que teria eventualmente de ser derrubada por uma 2ª revolução política que restaurasse o caráter democrático da revolução socialista, ou, então, degenerar ao ponto de regressar ao capitalismo.
Trótski rejeitou as teses ultraesquerdistas de certos opositores bolcheviques do estalinismo (notadamente os "Centralistas Democráticos" liderados por Sapronov), que consideravam que o stalinismo era uma restauração do capitalismo, algo similar à restauração da monarquia francesa pelos Bourbons em 1815. Através desta mesma analogia com a Revolução Francesa, Trótski considerou que o regime de Stalin era um Termidor soviético, no sentido de que, assim como o 9 Termidor francês havia derrubado o radicalismo pequeno-burguês de Robespierre, Saint-Just e dos jacobinos, mas preservado o caráter burguês da sociedade francesa, do mesmo modo o estalinismo havia eliminado todos os elementos internacionalistas e de democracia proletária do regime soviético, mas não havia, de momento, abolido o caráter socialista da economia e das relações sociais na Rússia. Considerando a URSS estalinista, assim, como presa num estágio de transição entre o capitalismo e o socialismo, e não considerando que ela houvesse se convertido num capitalismo de Estado, Trótski opôs-se, no início da Segunda Guerra Mundial, àqueles entre seus seguidores - especialmente fortes no partido trotskista americano, o Socialist Workers' Party (SWP), mas também figuras isoladas como o brasileiro Mário Pedrosa - que propunham retirar apoio à URSS em caso de ataque externo. Para Trótski, a defesa das aquisições da Revolução de Outubro exigia o respeito mais estrito à consigna de "defesa incondicional da União Soviética". Muito embora opusesse-se ao Pacto Molotov-Ribbentrop, que considerava desmoralizante para o movimento operário, orientou seus partidários para que apoiassem a expropriação dos latifúndios e das fábricas realizadas por Stalin no leste da Polônia e nos Países Bálticos quando da sua incorporação forçada na URSS.

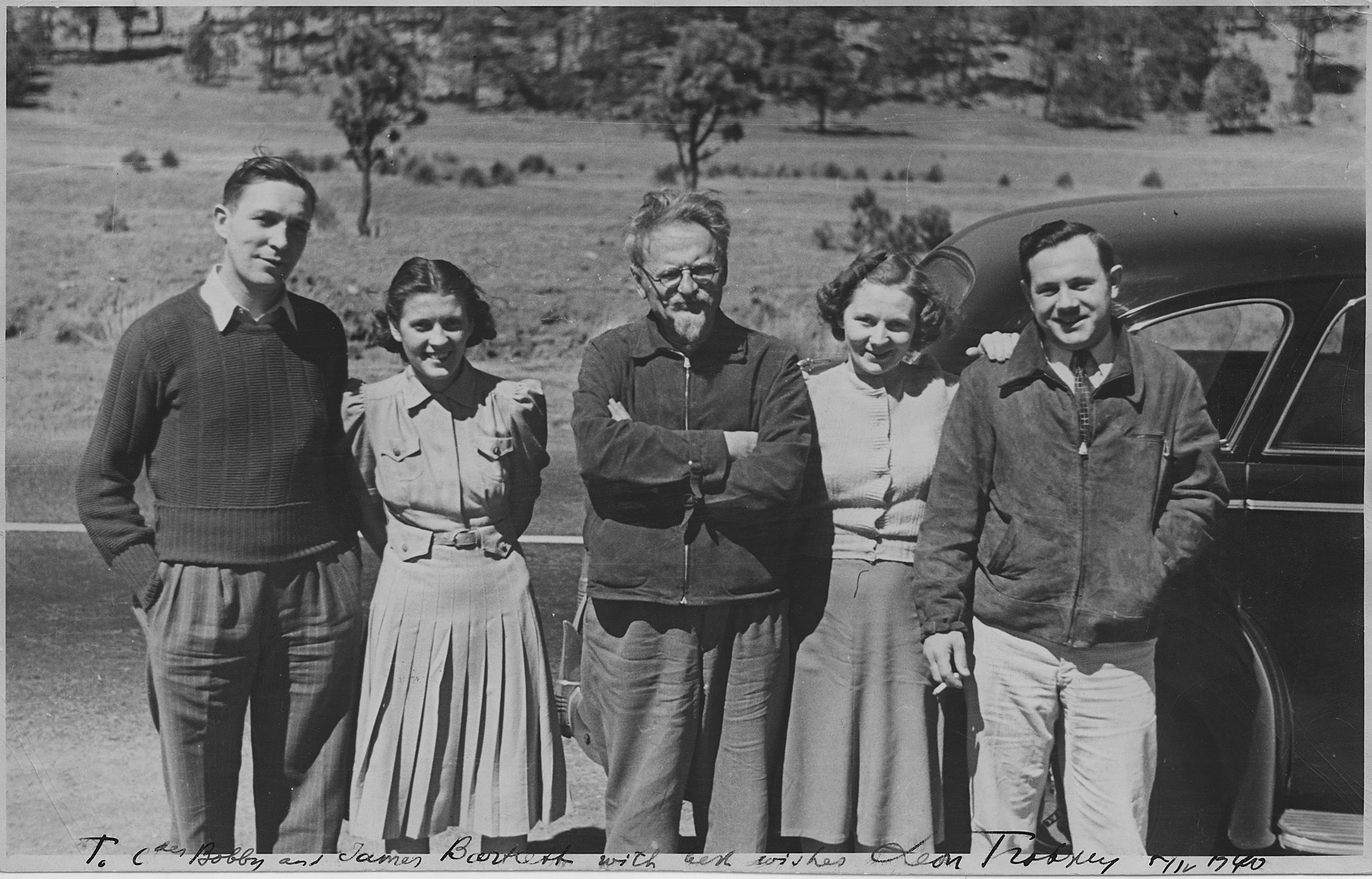
Trotski no México, entre admiradores norte-americanos (1940)

A 3 de setembro de 1938, numa reunião com 25 delegados de 11 países, Trótski e seus seguidores fundam a Quarta Internacional, como alternativa à Terceira Internacional estalinista. Trótski tinha entrado entretanto em conflito com Diego Rivera - numa disputa que tinha tanto a ver com as pretensões políticas de Rivera no movimento trotskista, que Trótski desfavorecia, quanto com a breve ligação amorosa de Trótski com Frida Kahlo - e mudara-se em 1939 para uma casa própria no bairro de Coyoacán, na Cidade do México. A 24 de maio de 1940 sobrevive a um ataque à sua casa por assassinos alegadamente a mando de Stalin. Não sobreviverá, no entanto, ao segundo ataque de Stalin: em 20 de agosto de 1940, o agente Ramón Mercader consegue, sob disfarce, entrar pacificamente na sua sala para um encontro e, aproveitando um momento de distração, aplica com uma picareta um golpe fatal no seu crânio. Ao ouvir o ruído, os guarda-costas de Trótski precipitam-se para a sala e quase matam Mercader, mas Trótski detém-nos, exclamando:
| “ | Não o matem! Esse homem tem uma história para contar!. | ” |

Nas últimas horas da sua vida, o revolucionário manteve-se determinado e ditou tanto o seu testamento como artigos sobre estratégia política, num momento em que a humanidade vivia um dos mais mortíferos conflitos mundiais. Entre as frases ditadas, proferiu: “Morro com a certeza inabalável no futuro comunista da humanidade. Essa certeza dá-me hoje uma força que religião alguma me poderia dar.” Faleceu no dia seguinte.
| “ | Pousei o casaco impermeável na mesa de forma a poder tirar a picareta que estava no bolso. Decidi não perder a grande oportunidade que surgiu. No momento em que Trótski começou a ler o artigo, deu-me a minha oportunidade; tirei a picareta do casaco, segurei-a firme na mão e, de olhos fechados, dei-lhe um golpe terrível na cabeça. | ” |

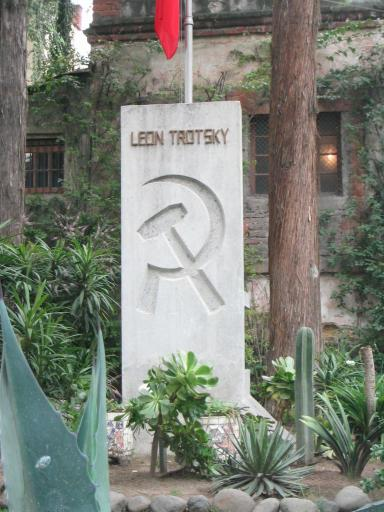
Túmulo de Leon Trótski em Coyoacán, bairro da cidade do México, no jardim da casa onde morou durante seus últimos anos de vida

Existem alegações que o líder da URSS desejava ocultar fatos de seu passado, como suas supostas ações de agente provocador a serviço a polícia secreta tsarista (a Okhrana). Neste período, Trótski escrevia uma biografia não autorizada sobre Stálin e este talvez seria um dos motivos do crime. A grande maioria dos historiadores dizem que Stalin nunca fez parte da Okhrana.
A casa de Trótski em Coyocán, preservada no mesmo estado em que se encontrava naquele dia, é hoje um museu, em cujos terrenos se encontra ainda o cenotáfio de Trótski, com a foice e martelo talhados sobre seu nome.
Trótski nunca foi formalmente reabilitado pelo governo soviético, seja durante a "desestalinização" de Khrushchov, seja durante a "Glasnost" de Mikhail Gorbatchov, apesar da reabilitação, durante estes dois episódios, da maioria da velha guarda bolchevique morta durante os grandes expurgos de Stalin. Dos descendentes de Trótski, o único que pôde preservar sua conexão com a família seria o seu neto, o engenheiro Esteban Volkov, filho de Zina, que seria criado por Natalia Sedova no México e muito faria pela preservação da memória do avô pela manutenção da sua casa de Coyoacán como um museu privado, depois apropriado pelo governo mexicano. Na década de 1990, Volkov viajaria à Rússia para encontrar-se, após sessenta anos de separação, com uma irmã recém-localizada, doente terminal de câncer, com a qual teve de conversar através de um intérprete, para explicar-lhe que a decisão de deixá-la na URSS havia sido imposta à sua mãe por Stalin.

## A morte de Trótski na imprensa
Um dos secretários de Trótski, Joseph Hansen, entregou à imprensa um relato sobre o assassinato do líder comunista:
| “ | Trótski conhecia pessoalmente seu assassino, Frank Jackson (na verdade, Ramón Mercader), há mais de seis meses, e tinha confiança nele devido às suas relações com o movimento trotskista na França e nos Estados Unidos. Ele nos visitava com freqüência e em momento algum tivemos motivos para desconfiar que ele fosse agente da GPU. | ” |

Segundo Hansen, Jackson chegou à casa de Trótski às 5h30 da tarde do dia 20 de agosto, dizendo-lhe que havia escrito um artigo, sobre o qual gostaria de sua opinião. Trótski concordou e ambos se encaminharam para a sala de jantar, onde estava a sra. Trótski. "Alegando estar com a garganta seca, Jackson pediu um copo de água. A sra. Trótski ofereceu-lhe chá. Ele agradeceu mas preferiu a água. Então, Trótski convidou-o a passarem para o seu escritório".
O primeiro indício de que algo de anormal acontecera foi o som de gritos lancinantes e de uma luta violenta. A princípio os secretários e guarda-costas julgaram que havia acontecido algum acidente, mas, ao ingressarem no escritório, encontraram Trótski com o rosto banhado em sangue. Um dos guarda-costas correu para socorrê-lo, enquanto o outro atracava-se com o assassino, que empunhava um revólver. "Provavelmente o assassino atacou-o por trás, utilizando uma picareta cuja ponta penetrou-lhe o cérebro. Mas em vez de cair inconsciente, como o assassino planejara, Trótski agarrou-se a ele".
Enquanto jazia, sangrando, no chão, Trótski disse a Hansen: "Jackson baleou-me com um revólver. Acho que, dessa vez, é o fim". Hansen tentou animá-lo, dizendo que o ferimento era superficial e que não podia ter sido causado por um tiro, já que ninguém tinha ouvido o estampido. "Não, sinto aqui que desta vez eles conseguiram" - disse Trótski, apontando para o coração. Trótski resistiu mais de 24 horas e morreu às 7h25 da noite de 21 de agosto.

## Biografias
Trótski encontrou, na década de 1950, um grande biógrafo na pessoa do marxista polonês radicado na Inglaterra Isaac Deutscher, que escreveu uma monumental biografia em três volumes: O Profeta Armado - Trótski 1879-1921, O Profeta Desarmado - Trótski 1921-1929 e O Profeta Banido - Trótski 1929-1940, a qual encontra-se atualmente disponível no original, publicação da Verso Editions, e em português, numa tradução da Editora Civilização Brasileira, republicada recentemente pela Editora Record.
Trata-se de uma biografia polêmica, onde Deutscher questiona frequentemente as posições de Trótski, o que a torna mais dinâmica que outra biografia também monumental, porém mais documentada e posterior, do trotskista francês Pierre Broué, Trotsky (Paris, Fayard, 1988), que defende diretamente as ideias de Trótski.

## Obras
- A História da Revolução Russa. 3 volumes. Brasília: Senado Federal. 2017. ISBN 9788570188137